# Steve Hanks
Steve Hanks ist ein US-amerikanischer Schauspieler. Er ist seit 1980 als Film- und Fernsehschauspieler tätig.

## Leben
Hanks debütierte 1980 im Spielfilm Island Claws in der Rolle des Pete Adams als Schauspieler. Im selben Jahr mimte er in insgesamt zehn Episoden der Fernsehserie B.A.D. Cats die Rolle des Officer Ocee James. In den nächsten Jahren folgten Episodenrollen in Fernsehserien wie Drei Engel für Charlie, T. J. Hooker, Fantasy Island, Ein Duke kommt selten allein oder Automan, ehe er ab 1984 Abstand vom Filmschauspiel nahm. 2001 kehrte er für eine Episodenrolle in Black Scorpion als Fernsehdarsteller kurzzeitig zurück. Seit 2012 ist er wieder regelmäßig als Film- und Serienschauspieler zu sehen. 2013 verkörperte er im The-Asylum-Horrorfilm Hänsel und Gretel die Rolle des Brandon Grimm, Vater der titelgebenden Hauptrollen. Im selben Jahr stellte er in Attila – Master of an Empire die Rolle des Green dar. 2014 spielte er in den The-Asylum-Filmproduktionen Mega Shark vs. Mechatronic Shark, in dem er die Rolle des Captain Reynolds darstellte, und im Sexploitationfilm Jail Bait – Überleben im Frauenknast, wo er die Rolle des Gefängnisdirektors Frank Baragan mimte. 2023 spielte er in Jesus Revolution die Rolle des Timothy Leary.

## Filmografie (Auswahl)
- 1980: Island Claws
- 1980: B.A.D. Cats (Fernsehserie, 10 Episoden)
- 1981: Drei Engel für Charlie (Charlie’s Angels, Fernsehserie, Episode 5x07)
- 1982: T. J. Hooker (Fernsehserie, Episode 1x01)
- 1982: Die wilden Weiber von Sweetwater (The Wild Women of Chastity Gulch, Fernsehfilm)
- 1982: Fantasy Island (Fernsehserie, Episode 6x08)
- 1983: Ein Duke kommt selten allein (The Dukes of Hazzard, Fernsehserie, 2 Episoden)
- 1984: Automan (Fernsehserie, Episode 1x04)
- 2001: Black Scorpion (Fernsehserie, Episode 1x12)
- 2012: Encounters
- 2012: The Callback (Kurzfilm)
- 2012: Super Cyclone
- 2012: Hold Your Breath
- 2012: 12/12/12
- 2013: Hänsel und Gretel (Hansel und Gretel)
- 2013: Rest for the Wicked (Miniserie, Episode 1x04)
- 2013: The Big Lug (Kurzfilm)
- 2013: The Silicon Assassin Project (Fernsehserie)
- 2013: Sharp
- 2013: Channing (Fernsehfilm)
- 2013: Hello Hero: Holding Out for a Hero (Kurzfilm)
- 2013: Attila – Master of an Empire (Attila)
- 2014: Mega Shark vs. Mechatronic Shark (Mega Shark vs. Mecha Shark)
- 2014: Jail Bait – Überleben im Frauenknast (Jailbait)
- 2014: Echoes
- 2014: Listening
- 2015: Buddy Hutchins – Falling down again (Buddy Hutchins)
- 2016: Wishing for a Dream (Sprechrolle)
- 2016: Chronologie des Grauens (Murder Book, Fernsehdokuserie, Episode 2x11)
- 2016: The Coroner: I Speak for the Dead (Fernsehserie, Episode 1x10)
- 2016: Heels
- 2016: Mind Blown (Fernsehfilm)
- 2016: Evil Nanny (Fernsehfilm)
- 2017: After School Special
- 2017: Doomsday Device (Fernsehfilm)
- 2017: Mondo Americana
- 2023: Jesus Revolution
- 2023: Breakout
- 2025: Great White Waters